# Julián Gállego
Julián Gállego Serrano (ur. 7 stycznia 1919 w Saragossie, zm. 21 maja 2006 w Madrycie) – hiszpański historyk sztuki, specjalista w dziedzinie życia i twórczości Velázqueza i Picassa.
Gállego studiował prawo na Uniwersytecie w Saragossie, wkrótce jednak odkrył, że jego powołaniem było studiowanie sztuki i wyjechał do Paryża, gdzie uzyskał doktorat z historii sztuki na Sorbonie. W Paryżu poznał Pabla Picassa; po latach napisał kilka tekstów analizujących jego twórczość. Po powrocie do Hiszpanii wykładał na Uniwersytecie Autonomicznym w Madrycie, a następnie na Uniwersytecie Complutense w Madrycie, gdzie kierował katedrą historii sztuki do emerytury w 1986. W 1969 był kuratorem wystawy na temat życia i twórczości Velázqueza w Metropolitan Museum of Art w Nowym Jorku. W tym samym roku napisał jeden ze swoich pierwszych artykułów prasowych dla magazynu Goya. W 1987 został członkiem Królewskiej Akademii Sztuk Pięknych św. Ferdynanda, współpracował także z Muzeum Prado.

## Publikacje
- San Esteban de Abajo. Barcelona, Seix Barral, (1957)
- Visión y símbolos en la pintura española del Siglo de Oro (1972)
- Velázquez en Sevilla (1974)
- En torno a Goya (1978)
- Autorretratos de Goya (1978)
- Felipe IV, pintor (1979)
- Las majas de Goya (1981)
- Diego Velázquez (1983)
- El cuadro dentro del cuadro (1984)
- Notas sobre el libro ilustrado a finales del siglo XIX (1984)
- Vida cortesana (1988)